# Indiculus superstitionum et paganiarum
Der sogenannte Indiculus superstitionum et paganiarum („Kleines Verzeichnis des Aberglaubens und des Heidentums“) in lateinischer Schriftsprache ist ein kirchlicher Text gegen den germanisch-sächsischen Paganismus aus dem späten karolingischen 8. Jahrhundert, zur Zeit der Sachsenmission Karls des Großen.
In dieser Handschrift, von der lediglich das Deckblatt erhalten ist, werden 30 Kapitelüberschriften in einem Inhaltsverzeichnis gelistet. In diesen Überschriften sind einige wichtige Hinweise auf die pagane religiöse Kultur der Sachsen enthalten, aber auch auf die Herausforderungen der alltäglichen Arbeit für die kirchlichen Missionare.
Die Handschrift wird in der Vatikanischen Bibliothek in Rom im Codex Palatinus Latinus 577 verwahrt, einem Sammelband gemischten Inhalts, der wahrscheinlich in Fulda angefertigt wurde und von da nach Mainz, wo er sich im Jahre 1479 befand, später in die Bibliotheca Palatina nach Heidelberg und zuletzt 1623 mit dieser nach Rom gekommen ist. Direkt über den Kapitularien des Indiculus findet sich das sogenannte Sächsische Taufgelöbnis, diese Zuordnung wurde auch bei der Übertragung in die Foliobandausgabe, Karlomanni Principis Capitulare, in den Monumenta Germaniae Historica beibehalten.

## Die Kapitularien
1. De sacrilegio ad sepulchra mortuorum. – „Über das Opfer an Gräbern der Toten“
2. De sacrilegio super defunctos id est dadsisas. – „Über das Opfer über den Toten, d. h. Totenmahl“
3. De spurcalibus in Februario.  – „Über Festmähler im Februar“
4. De casualis id est fanis. – „Über kleine Gebäude, d. h. Heiligtümer“
5. De sacrilegiis per aeccelsias. – „Über das Opfer an Kirchen“
6. De sacris siluarum quae nimidas vocant. – „Über Waldheiligtümer, die sie Nimidas nennen“
7. De hiis quae faciunt super petras. – „Über das, was sie an bestimmten Steinen tun“
8. De sacris Mercurii, vel Iovis. – „Über Heiligtümer Merkurs und Jupiter“
9. De sacrificio quod alicui sanctorum. – „Über den Gottesdienst, der für einen Heiligen geschieht“
10. De filacteriis et ligaturis. – „Über Nestelknüpfen und Fesselungen“
11. De fontibus sacrificiorum. – „Über Quellengottesdienste“
12. De incantationibus. – „Über Gesänge“
13. De auguriis vel avium vel equorum vel bovum stercora vel sternutationes. – „Über Vorhersagungen aus Mist der Vögel, Pferde oder Rinder“
14. De divinis vel sortilogis. – „Über Göttliches und Schicksalhaftes“
15. De igne fricato de ligno id est nodfyr. – „Über das durch ein geriebenes Holz [entfachte] Feuer, das Nodfyr heißt“ (Nodfyr = Notfeuer)
16. De cerebro animalium. – „Über Tierhirne“
17. De observatione pagana in foco, vel in inchoatione rei alicujus. – „Über heidnische Beobachtung in der Pfanne, oder im Anfang irgendeiner Sache“
18. De incertis locis quae colunt pro sacris. – „Über ungenau zu lokalisierende Orte, die sie als Heiligtümer verehren“
19. De petendo quod boni vocant sanctae Mariae. – „Über Anrufung, die Gutgesinnte als die der Heiligen Maria bezeichnen“
20. De feriis quae faciunt Jovi vel Mercurio. – „Über Feiern, die sie für Jupiter und Merkur veranstalten“
21. De lunae defectione, quod dicunt Vinceluna. – „Über Mondschäden, die sie vinceluna nennen“
22. De tempestatibus et cornibus et cocleis. – „Über Stürme, Stierhörner und Schnecken“
23. De sulcis circa villas. – „Über Ackerfurchen rund um Gehöfte“
24. De pagano cursu quem yrias nominant, scissis pannis vel calceis. – „Über den heidnischen Brauch, den sie Yrias nennen mit zerrissenen Tüchern und Schuhen“
25. De eo, quod sibi sanctos fingunt quoslibet mortuos. – „Über das, was sie für sich als heilige Tote bezeichnen“
26. De simulacro de consparsa farina. – „Über ein Opfer mit verstreutem Getreide“
27. De simulacris de pannis factis. – „Über Opfer mit Tuchstücken“
28. De simulacro quod per campos portant. – „Über Opfer, wobei sie etwas über die Felder tragen“
29. De ligneis pedibus vel manibus pagano ritu. – „Über hölzerne Füße und Hände nach heidnischem Ritus“
30. De eo, quod credunt, quia feminae lunam commendent, quod possint corda hominum tollere juxta paganos. – „Über das, von dem sie glauben, da es die Frauen dem Mond vertrauen, dass es die Herzen der Menschen erheben kann gemäß den Heiden“

### Editionen
- Georg Heinrich Pertz: Capitularia regum Francorum. MGH, Leges Bd. 1) 1835, S. 19–20 (Digitalisat)
- Heinrich Albin Saupe: Der Indiculus superstitionum et paganiarum, ein Verzeichnis heidnischer und abergläubischer Gebräuche und Meinungen aus der Zeit Karls des Großen, aus zumeist gleichzeitigen Schriften erläutert. Schulprogramm Leipzig: Städtisches Realgymnasium 1890 (Progr. Nr. 551) (Digitalisat)

### Sekundärliteratur
- Ernst Hellgardt: Indiculus superstitionum et paganiarum. In: Rolf Bergmann (Hrsg.): Althochdeutsche und altsächsische Literatur. de Gruyter, Berlin/Boston 2013, ISBN 978-3-11-024549-3, S. 192–195.
- Holger Homann, Eckard Meineke, Ruth Schmidt-Wiegand: Indiculus superstitionum et paganiarum. In: Heinrich Beck, Dieter Geuenich, Heiko Steuer (Hrsg.), Reallexikon der Germanischen Altertumskunde Bd. 15. de Gruyter, Berlin – New York 2000. ISBN 3-11-016649-6. S. 369–384
- Holger Homann: Der Indiculus superstitionum et paganiarum und verwandte Denkmäler. Göttingen, Phil. F., Diss. v. 28. Nov. 1966